# 林まつり
林 まつり（はやし まつり 、1974年6月17日 - ）は、日本の漫画家。四コマ漫画を主に描く。本名:中村明恵 。宮城県塩竈市出身。北海道在住。別名：はやしまつり。元在日韓国人三世。血液型B型。
1993年、「別冊マーガレット」からデビュー。30歳のときに海上保安官と出会って結婚し、全国の港町を転々としながら生活している。

## 作品リスト
- 時々戦（リイドコミック）
- 4畳半OLのり子（2000年、ISBN 978-4088624877）
- 変心―壮絶!ダイエットの日々（2002年、ISBN 978-4898298428）
- マヨネーズ料理帖―ブニュっとひと絞りで食生活が変わる!（2003年、ISBN 978-4761260682）
- いとしの精神科 患者も医者もみんなヘン!（2009年、ISBN 978-4309244761）
- ダンナは海上保安官（2010年、ISBN 978-4821143009）